# Апажев, Аслан Каральбиевич
Аслан Каральбиевич Апажев (кабард.-черк. Апажэ Къэралби и къуэ Аслъэн; род. 22 февраля 1974, Шалушка, КБАССР, СССР) — российский учёный, ректор Кабардино-Балкарского государственного аграрного университета имени В. М. Кокова.

## Биография
- 1990 — 1991 – слесарь-сборщик Северо-Кавказского электроприборного завода (СКЭП).
- 1996 — 2002 — инженер-конструктор в ОАО «Станкозавод» в г. Нальчике.
- 2001 — 2002 – ассистент кафедры
- 2002 — 2005 – старший преподаватель кафедры теоретической и прикладной механики КБГСХА.
- 2002 — защитил диссертационную работу на соискание ученой степени кандидата технических наук на тему «Совершенствование соединений рабочих органов лемешных плугов для улучшения качественных и энергетических показателей пахоты». Научный руководитель Бугов Х. У.[источник не указан 1058 дней]
- 2005 – присвоено ученое звание доцента.
- 2011 – 2014 – учёный секретарь КБГАУ.
- февраль – март 2014 – проректор по социальной работе и внешним связям КБГАУ[источник не указан 1058 дней]
- 5 декабря 2014 — назначен ректором КБГАУ. (и.о. с марта 2014 г)

## Санкции
6 марта 2022 года после вторжения России на Украину подписал письмо в поддержу российской агрессии. С 9 июня 2022 года находится под персональными санкциями Украины за поддержку войны. Также был внесён ФБК в список коррупционеров и разжигателей войны за поддержку нападения на Украину, 16 марта 2022 года форумом свободной России внесён в санкционный «Список Путина» с предложением введения против него международных санкций.

## Образование
- 1991 — 1996 — факультет механизации сельского хозяйства КБАИ[источник не указан 1058 дней];
- 2011 — 2013 — магистратура КБГСХА по направлению подготовки «Теплоэнергетика и теплотехника»;